# محمد الخمسي
محمد علي السليني (المشهور بمحمد الخمسي)، لاعب ومدرب سابق ليبي لكرة القدم.

## حياته
بدأ حياته الرياضية كلاعب بفريق المدينة موسم 1959 - 1960 ثم الاهلي طرابلس ثم انتقل إلى الاتحاد خلال موسم 65/66 ولعب معه في دوري ابطال أفريقيا 1967، ولعب مع المنتخب الوطني في فترة الستينات وقبل ان يتحول لمجال التدريب لعب العديد من المباريات ودرب العديد من الفرق المحلية والتي من بينها الاتحاد الاهلي، وتحصل مع فريق الاتحاد على بطولات عام 85/86و87 /88 و 89 /90 بطولة الدوري الليبي ومع الاهلي طرابلس كاس ليبيا سنة 75 /76، وعام 2003 و2004 حقق مع فريق الاتحاد بطولة الدوري. ودرب الخمسي " فرق الاتحاد، الاهلي طرابلس، الهلال، الوحدة، المدينة، السويحلي، درانس، ودرب المنتخب الوطني أكثر من 15 خمسة عشرة مرة، وحقق معه بطولة كرة القدم في الدورة الإسلامية الأولي التي اقيمت في ازمير بتركيا عام 1980وهو أول انجاز يحققه المنتخب الوطني في تاريخه.
ويحسب لشيخ المدربين «محمد الخمسي» انه اكتشف العديد من المواهب التي أصبحت نجوما فيما بعد وهو دائما يتيح الفرصة للمغمورين ويقحم صغار السن مغامرا بتاريخه في التشكيلة الاساسية لأي فريق يدربه. وهو معروف في الاوساط الرياضية بالحزم والصرامة في حصص التدريب والتشبت برايه الفني في العديد من الامور.

## رياضي كرة قدم
الخمسي كلاعب تحصل على بطولات الدوري الليبي مع فريق الاتحاد موسم 64/65 وكان رئيسا للفريق موسم 65/66 وشارك مع الاتحاد في أول بطولة يمثل فيها ليبيا في بطولة الأندية الأفريقية (دوري أبطال أفريقيا حاليا) سنة 1967 وكان رئيسا للفريق أيضا. كما كان ضمن أعضاء الفريق الوطني في فترة الستينيات وسجل أهدافاً قليلة وأسوأ ذكرياته كلاعب إضاعته لركلتي جزاء أمام فريق الترجي الرياضي التونسي في مباراة ودية أقيمت بالملعب البلدي بطرابلس بتاريخ 27/11/1964 انتهت بفوز الترجي بهدفين لهدف وكان الخمسي يرتدي الغلالة رقم (6) ويلعب كلاعب وسط وكان متخصصا في تنفيذ ركلات الجزاء في تلك الفترة.

## مدرب للاندية كرة قدم
سجله التدريبي حافل بالكثير من الإنجازات، فهو من استطاع الفوز على الإسماعيلي المصري بملعب القاهرة بتاريخ 22/3/1972 عندما كان يتولى تدريب فريق أهلي طرابلس بهدف سجله على الأسود، واستطاع اجتياز الإسماعيلي العنيد الذي ضم خيرة النجوم الذين حملوا كأس أبطال الدوري الإفريقي. كما تحصل مع الأهلي الطرابلسي على كأس الجمهورية موسم 75/76 بعد فوزه على فريق الأخضر بهدفين لصفر.
أما مسيرته مع فريق الاتحاد فكانت مرصعة بالبطولات والكؤوس، فبعد سنوات عجاف ودون شيء يذكر منذ حصول الاتحاد على بطولة موسم 68/69، استطاع الخمسي بحنكته وعشقه العارم للإتحاد واعتماده على خلطة تمتزج فيها الخبرة والشباب ومنحه الثقة الكاملة للفتى الذهبي (عزالدين بيزان) أن ينتزع بطولة الدوري لموسم 85/86 من بين أنياب المتربصين من الفرق الأخرى. وفتحت خزائن الاتحاد على مصراعيها منذ ذلك الوقت متلهفة لا تشبع لمزيد من الكؤوس والألقاب، فأضاف الخمسي بطولة موسم 87/88 وموسم 88/89 وساهم في الحصول على بطولة موسم 89/90 حيث أكمل المسيرة من بعده كل من بشير الرياني ثم الجزائري كمال لموي، وعاد بعد مدة زمنية طويلة نسبيا إلى فريق الاتحاد لينتزع له الكأس موسم 2003/2004، ثم انتقل لتدريب بعض الأندية الأخرى مثل الوحدة والمدينة والهلال والسويحلي ودارنس والظهرة وغيرها.

## مدرب للمنتخب الليبي
والخمسي هو أكثر مدرب تولى الإشراف على المنتخب الوطني في فترات متقاربة ومتباعدة، حتى أن البعض يرى بأن الخمسي درب المنتخب أكثر من خمسة عشر مرة، وخلال ذلك فاز وخسر وعزل وانسحب وتميز عن غيره أنه لم يرفض النداء رغم المواقف السلبية والمحرجة التي وضع فيها من قبل المسيرين للكرة الوطنية وعدم اهتمامهم وعدم توفيرهم للإمكانيات وتجاهل طلباته وتقاعس اللاعبين دون اتخاذ إجراءات صارمة من قبل جهات الاختصاص وتقاضى دنانير قليلة لا تقارن بدولارات الخواجات وغالب الأحيان عمل دون مقابل في لحظات تغلبت فيها عاطفته الوطنية على صوت عقله ولذلك قطع آلاف الكيلومترات مع المنتخب برا في إحدى مبارياته مع لاعبين يلعبون دون خبرة لأن المختارين لم يلتزموا وحاسبوه بعد الخسارة وعزلوه.
ومسيرته مع المنتخب فيها الحلو والمر، فمن حقه أن يفخر بأنه حقق إنجازا مع المنتخب غير مسبوق لم يحققه غيره إلى حد الآن وهو حصوله على بطولة كرة القدم في الدورة الإسلامية الأولى التي أقيمت في إزمير بتركيا عام 1980، ولابد أن نعترف بأنه قد اكتشف العديد من المواهب التي أصبحت نجوما وهو دائما يتيح الفرصة للمغمورين ويقحم صغار السن مغامرا بتاريخه في التشكيلة الأساسية لأي فريق يدربه، وإن اعترض الغير، وهو الذي بحسه التدريبي وخبرته الطويلة، نقل بعض اللاعبين من مراكزهم السابقة في اللعب إلى مراكز أخرى نجحوا فيها مثلما فعل مع نادر الترهوني عندما نقله من مركز قلب الدفاع إلى لاعب ارتكاز من الطراز النادر بداية من مباراة ليبيا مع تشاد في ملعب 11 يونيو.

## وفاته
توفي فجر يوم الجمعة 20 ديسمبر 2013 بعد صراع مع المرض في تونس.